# خوزه رائول کاپابلانکا
خوزه رائول کاپابلانکا (José Raúl Capablanca) شطرنج‌باز و دیپلمات اهل کوبا بود. او قهرمان شطرنج جهان از سال ۱۹۲۱ تا سال ۱۹۲۷ بود.

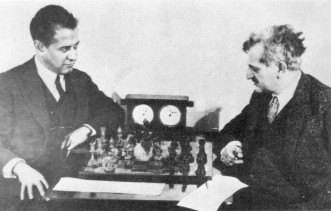
بازی لاسکر و کاپابلانکا در مسکو، ۱۹۲۵

استعداد ذاتی او در بازی شطرنج و توانایی او در حل مسائل و موفقیت در پوزیسیون‌های پیچیده او را یکی از مهم‌ترین شطرنج‌بازان تاریخ کرده‌است.
او نخستین شخصی بود که خطر تبدیل شطرنج به یک بازی متکی بر حافظه و خالی شدن از حرکات خلاقانه و مساوی‌های پیاپی در بازی‌های مهم شطرنج را پیش‌بینی کرد و پیرو آن صفحه جدیدی را برای شطرنج طراحی کرد که ده ستون و هشتاد خانه داشت و از دو مهره جدید که یکی توانایی حرکت هم به شکل رخ و هم به شکل اسب (سمت شاه)، و دیگری هم به شکل فیل و هم به شکل اسب (سمت وزیر) را برخوردار بود.
او در سال ۱۹۲۱ امانوئل لاسکر را با ۴ برد و ۱۰ تساوی و بدون باخت شکست داد و عنوان قهرمانی جهان را به دست آورد. ۱۶ سال پیش امانوئل لاسکر در مجله شطرنج لاسکرها از استعداد حیرت‌انگیز این نوجوان ۱۶ ساله کوبایی در شطرنج خبر داده بود. در سال ۱۹۲۷ در بوئنوس آیرس پس از ۳ برد و ۶ باخت و ۲۵ تساوی از الکساندر آلخین بزرگ، شکست خورد و عنوان قهرمانی را واگذار کرد.
از او به عنوان بالاترین استعداد طبیعی شطرنج نام برده می‌شود. او درک پوزیسیونی بسیار بالایی داشت و به راحتی مشکل‌ترین حرکات را پیدا می‌کرد.